# 슈테판 라두
슈테판 다니엘 라두(루마니아어: Ștefan Daniel Radu, 1986년 10월 22일 ~ )는 세리에 A SS 라치오에서 뛰는 루마니아의 축구 선수다. 그는 중앙 수비수와 왼쪽 풀백 포지션에서 뛴다.

## 수상
디나모 부쿠레슈티
- 루마니아 리그: 2006–07
- 루마니아 컵: 2004–05
- 루마니아 슈퍼컵: 2005

라치오
- 코파 이탈리아: 2008–09, 2012–13
- 수페르코파 이탈리아나: 2009